# Захворювання опорно-рухового апарату
Ортопедія — це галузь медицини, що займається вивченням, лікуванням і профілактикою стійких деформацій органів руху і опору.
Травматологія — це є розділ клінічної медицини, який вивчає механічні пошкодження, їх лікування та профілактику..
Ортопедія пов'язана із розділом клінічної медицини, що вивчає пошкодження опорно-рухового апарату (кісток, суглобів, м'язів, сухожилля, зв'язок) із травматологією. Саме до ортопедії і травматології належить протезування, що є комплексним медико-технічною дисципліною, яка характеризується виготовленням і використанням протезів і ортезів для відновлення втраченої форми і функції опорно-рухової системи.
Рух — є одним із найголовніших елементів у житті людини. Це відбувається на основі системи органів (кісток, їх з'єднань та м'язів), які є об'єднаними у єдину систему — опорно-рухову. Рухову функцію виконують м'язи і кістки кінцівок, м'язи спини і грудей, хребет.
Хребет складається із 5 відділів:
- Шийний відділ, який в свою чергу складається із 7 хребців;
- Грудний відділ, який складається із 12 хребців;
- Поперековий відділ, який складається із 5 хребців;
- Крижовий відділ, який складається із 5 хребців;
- Куприковий відділ, який складається із 4-5 хребців;

Отже, хребет є складним механізмом, в якому налічується 33-34 хребці.
Хребець — це є короткі кістки, розміщенні одна над одною і складаються із тіла, дуги і семи відростків. І саме задній відросток можливо прощупати на спині у вигляді горбика на хребті. В свою чергу, усі хребці мають отвори і таким чином, вони утворюють — хребетний канал, в якому розміщений спинний мозок. Найменші хребці знаходяться в шийному відділі, а найбільші — в поперековому. Хребці між собою з'єднуються між собою за допомогою хрящів і зв'язок, і тому такий механізм є гнучким, еластичним та рухливим.
Хребет людини здатний здійснювати різноманітні вигини і в положенні профілю нагадує літеру S. Наприклад, шийний і поперековий вигини спрямований вперед (лордоз), грудний і крижовий — назад (кіфоз). Такою формою хребта є прямоходіння. Важливо зазначити, що у новонароджених хребет є рівним, окрім маленького крижового вигину. Проте із часом утворюються всі вигини, а саме: шийний — коли дитина починає тримати голову, грудний — коли починає сидіти, поперековий і крижовий — коли починає стояти. Такі вигини хребта дозволяють утримувати рівновагу, забезпечують пом'якшення поштовхів і струсів тіла під час бігу чи будь-якого іншого фізичного навантаження.